# مهین‌بانو
مهین‌بانو (۲۴ شهریور ۱۲۸۰ – ۱۹ آبان ۱۳۷۰) شاهزادهٔ قاجار و همسر محمدحسن میرزا آخرین ولیعهد قاجار بود.
مهین‌بانو در ۲۴ شهریور ۱۲۸۰ در کاخ گلستان متولد شد. او دختر صبیح‌الدوله و ملک منصور میرزا شعاع‌السلطنه (پسر مظفرالدین‌شاه) بود. مادرش صبیح‌الدوله از جانب مادری از نوادگان شیخ شامل، شورشی معروف داغستان محسوب می‌شد و از طرف پدرش از طایفه آشوری‌های قزوین بود که با میرزا حسین‌خان سپهسالار، صدراعظم ناصرالدین‌شاه، قرابت داشتند.
مهین‌بانو در کودکی به همراه خواهرش همایون‌تاج به بلژیک رفت و در مدرسه‌های شبانه‌روزی کاتولیک تحصیل کرد. پس از سقوط استبداد صغیر پدرش شعاع‌السلطنه ایران را ترک کرد و در بلژیک به دخترانش پیوست. در سال ۱۲۹۹ خورشیدی، شعاع‌السلطنه در سن چهل سالگی درگذشت و مهین‌بانو به ایران بازگشت تا با احمدشاه قاجار ازدواج کند. با آن‌که این ازدواج از مدت‌ها قبل برنامه‌ریزی شده بود، ولی مهین‌بانو با دیدن چاقی مفرط شاه از ازدواج با او سرباز زد و در عوض ترتیب ازدواج او با محمدحسن میرزا، برادر شاه که در آن زمان ولیعهد بود، داده شد. مهین‌بانو و محمدحسن میرزا صاحب دختری شدند که گیتی‌افروز نامیده شد ولی زندگی مشترک آنان دیری نپایید و در زمانی که هنوز قاجاریه در قدرت بود، مهین‌بانو از او طلاق گرفت.
او در دوران سلطنت رضا شاه و محمدرضا شاه در ایران می‌زیست ولی پس از انقلاب و با قدرت گرفتن آیت‌الله خمینی، در سال ۱۳۵۹ ایران را ترک کرد. او پس از مهاجرت به فرانسه، تا پایان عمر در آپارتمانی کوچک در نوی-سور-سن از حومه‌های پاریس زندگی می‌کرد، تا آنکه در سن نود سالگی در ۱۹ آبان ۱۳۷۰ بر اثر ایست قلبی در یکی از بیمارستان‌های پاریس درگذشت.
در اواخر عمر مهین‌بانو، فرخ غفاری که او نیز ساکن پاریس بود، طی چند سال مصاحبه‌های مفصلی با مهین‌بانو انجام داد که اسناد صوتی آن سال‌ها بعد پیاده شد و در قالب کتاب مهین بانو در پائیز ۱۳۹۰ در تهران به چاپ رسید.